# Ven (álbum)
Ven es el cuarto disco disco de estudio del Julio Andrade, este álbum fue lanzado en año 1997. Cuenta con la colaboración de la Banda Latina A. Barrios.

## Lista de temas
Todas las canciones compuestas por Julio Andrade excepto donde se indique; colaboración de la Banda Latina.
| N.º   | Título                                 | Escritor(es)            | Duración |  |
| 1.    | «(Obertura) Canción de amor y respeto» | J. Andrade              | 2:04     |  |
| 2.    | «Otra vez»                             | J. Andrade              | 4:18     |  |
| 3.    | «Reina de la calle»                    | J. Andrade              | 4:29     |  |
| 4.    | «Ven (*)»                              | A. Barrios – J. Andrade | 4:30     |  |
| 5.    | «Pato Loco»                            | J. Andrade              | 4:24     |  |
| 6.    | «Volverás»                             | J. Andrade              | 4:07     |  |
| 7.    | «Depresión»                            | J. Andrade              | 4:02     |  |
| 8.    | «¡Ey, tú!»                             | J. Andrade              | 3:25     |  |
| 30:39 |                                        |                         |          |  |